# Industrieller Strukturwandel
Als industriellen Strukturwandel bezeichnet man in der Wirtschaftsgeographie den regionalen Strukturwandel in Bezug auf Industrieregionen ohne Wandel aus dem Sekundärsektor heraus. In jedem Fall wird erklärt, wie eine abgewanderte Industrie durch eine Nachfolgeindustrie, eine Ersatzindustrie oder eine Folgeindustrie ersetzt wird.

## Nachfolgeindustrie
Der Fall einer Nachfolgeindustrie ist relativ selten und unwahrscheinlich. Wird ein Betrieb stillgelegt, so bezeichnet man einen Betrieb des gleichen Industriezweiges, der an derselben Stelle, z. B. in alten Fabrikhallen, neu eröffnet wird, als Nachfolgeindustrie im Sinne einer temporalen Abfolge. Dieser Fall ist jedoch selten, da der Schließung des ersten Unternehmens meist Strukturveränderungen vorausgehen, welche ein ähnliches zweites Unternehmen dieser Branche auch belasten, da es auf denselben Standortbedingungen aufbaut. 
Ein Beispiel wäre die fiktive Schließung eines Stahlwerkes im Ruhrgebiet. Es wäre zwar am besten, dass sich ein anderer Stahlbetrieb ansiedelt, die Gebäude nutzt und die Beschäftigten übernimmt. Dies ist jedoch sehr unwahrscheinlich, da die Gründe und Probleme, die zur Schließung des ersten Werks und Entlassung der Arbeiter führten, durch ein anderes Unternehmen nicht zwingend lösbar sind.

## Ersatzindustrie
Plausibler und häufiger anzutreffen ist der Fall einer Ersatzindustrie. Ein erstes Unternehmen muss einen Standort aufgeben und ein zweites Unternehmen übernimmt Gelände und Gebäude, u. U. auch die freiwerdenden Beschäftigten. Das zweite Unternehmen kann einer beliebigen Branche angehören. Je andersartiger seine Struktur und Anforderungen sind, desto wahrscheinlicher ist es, dass die Gründe, die das erste Unternehmen zur Schließung zwangen, keine Hemmfaktoren darstellen. Auch hierbei handelt es sich um eine temporale Abfolge.
Als Beispiel diene erneut die Schließung des fiktiven Stahlbetriebs. Während ein Nachfolgebetrieb sich aller Wahrscheinlichkeit nicht finden lassen wird, ist es gut möglich, dass das Werksgelände und Gebäude von einem anderen Betrieb in anderer Form genutzt werden. Gegebenenfalls ist es diesem Betrieb sogar möglich, zumindest einen Teil der Belegschaft des ursprünglichen Unternehmens zu übernehmen.

## Folgeindustrie
Eine Folgeindustrie zeichnet sich dadurch aus, dass ein bereits existierender Industriebetrieb für einen andersartigen Industriebetrieb der Grund dafür ist, sich räumlich nah anzusiedeln. Das Resultat daraus ist eine starke Abhängigkeit voneinander. Diese kann sich mitunter negativ auswirken sollte eines der beiden Unternehmen insolvent werden. In der Vergangenheit betraf dies meist Zulieferbetriebe, die aufgrund der hohen Transportkosten gezwungen waren, Hilfsmittel an Ort und Stelle zu produzieren, wodurch die Betriebe vertikal verbunden sind. Hierbei handelt es sich um einen kausalen Zusammenhang.
Ein Beispiel wäre der fiktive Fall einer Abfüllanlage für Saft. Es wäre denkbar, dass sich in der Nähe dieser Abfüllanlage eine Fabrik zur Glasflaschenherstellung ansiedelt, um beispielsweise Transportwege zu minimieren und damit Transportkosten zu senken.